# Frédéric Charles de Wied
Frédéric Charles de Wied, dit aussi Frédéric Charles de Wied-Neuwied (en allemand : Friedrich Karl zu Wied-Neuwied), né le 25 décembre 1741 au château de Hachenburg et mort le 1er mars 1809 à Heidelberg, est le second prince souverain (Fürst) de Wied-Neuwied de 1791 à 1802.

## Biographie

### Gouvernement
Frédéric Charles de Wied développe des idées inhabituelles pour son époque sur l'agriculture et sur l'aide aux plus pauvres, qu'il essaie de mettre en œuvre dans ses États, mais échoua à les réaliser économiquement,.
Lorsqu'il prit le pouvoir à l'âge de 50 ans, après la mort de son père en 1791, il introduisit de nombreuses innovations qui rencontrent une grande résistance de la part des conseillers de son gouvernement. Il met notamment en œuvre des idées agricoles exceptionnelles, jugées extravagantes, réorganise à plusieurs reprises son armée, qu'il cherche à utiliser pour l'industrie, réduit les salaires des fonctionnaires, remplace régulièrement ses conseillers, renonce aux paiements d'intérêts pour ses débiteurs et force sa famille à vivre un style de vie spartiate, tandis qu'il meuble luxueusement et comble de cadeaux sa maîtresse, Katharina Rems, qui est issue d'une famille paysanne de sa principauté.
Il abdique en 1802 et est remplacé par son fils Johann August Karl. Leurs États sont médiatisés et intégrés au duché de Nassau en 1806.

### Famille
Frédéric Charles de Wied est le fils aîné de Jean-Frédéric-Alexandre de Wied, comte de Wied-Neuwied puis premier prince souverain de Wied-Neuwied (élevé au rang de prince souverain et héréditaire par l'empereur Joseph II en 1784), et de son épouse Caroline de Kirchberg-Hachenburg, fille de George Frédéric de Kirchberg-Hachenburg, burgrave de Kirchberg.
En 1766, il épouse la comtesse Maria Luise Wilhelmine de Sayn-Wittgenstein-Berleburg (1747 † 1823). Le couple a dix enfants :
- Clemens Carl Friedrich Ludwig Wilhelm (21 décembre 1769 † 2 avril 1800) ;
- Maria Karoline Christiane (1er mars 1771 † 14 février 1803) ;
- Luise Philippine Charlotte (11 mars 1773 † 18 avril 1864), coloriste et peintre – qui a étudié à l'École supérieure des beaux-arts de Dresde[4] – fournit, avec son frère cadet Carl, des dessins pour les publications de leur frère, l'explorateur Maximilian de Wied ;
- Christian Friedrich (8 mars 1775 † 27 juillet 1800), capitaine de l'armée autrichienne[4],[5], tué à Niederaltaich en Bavière ;
- Antoinette Charlotte Victoria (11 octobre 1776 † 26 octobre 1777) ;
- Johann August Karl de Wied (de) (26 mai 1779 † 21 avril 1836), troisième et dernier prince souverain de Wied-Neuwied de 1802 à 1806, lieutenant général de l'armée prussienne[5]. Il épouse en 1812 la princesse Sophie Auguste de Solms-Braunfels (24 février 1796 † 23 janvier 1855), fille du prince Guillaume de Solms-Braunfels, et entretient une liaison sentimentale avec Henriette von Dobeneck (24 mai 1781 † 16 août 1846), qu'il élève en tant que Standesherr au rang de « Frau (dame) von Pelken » en 1825[6] ;
- Ludwig Georg Karl (31 décembre 1780 † 14 novembre 1781) ;
- Maximilian Alexander Philipp (23 septembre 1782 † 3 février 1867), capitaine de l'armée prussienne[4],[5], explorateur et ami du naturaliste Alexander von Humboldt[4] ;
- Heinrich Victor (6 novembre 1783 † 28 janvier 1812), officier de l'armée autrichienne[5], tué en Espagne en combattant les armées de Napoléon Ier[4] ;
- Carl Emil Friedrich Heinrich (20 août 1785 † 4 octobre 1864), coloriste et peintre – qui a étudié à l'École supérieure des beaux-arts de Dresde[4] – fournit, avec sa sœur Luise, des dessins pour les publications de leur frère, l'explorateur Maximilian de Wied.

De ses dix enfants, seul son héritier le prince Johann August Karl se marie et a une descendance.